# Litoria rubrops
Espèce
Statut de conservation UICN

 DD  : Données insuffisantes
Litoria rubrops est une espèce d'amphibiens de la famille des Pelodryadidae.

## Répartition
Cette espèce est endémique de  la province de Baie Milne en Papouasie-Nouvelle-Guinée. Elle se rencontre à environ 700 m d'altitude dans les monts Cloudy,.

## Publication originale
- Kraus & Allison, 2004 : A New Species of Litoria (Anura: Hylidae) from Southeastern New Guinea. Herpetologica, vol. 60, no 1, p. 97-103.